# Carlos-Eduardo de Borbón
Carlos-Eduardo de Borbón, (Charles-Édouard de Bourbon en francés) nacido el 23 de julio de 1821 en Spandau (provincia de Brandeburgo, Reino de Prusia) y murió el 31 de enero de 1866 en Bréda (Países Bajos), es un pretendiente naundorffista al trono de Francia, bajo el nombre de Carlos X, como hijo de Karl-Wilhelm Naundorff, el más célebre de los que, en el XIX siglo, afirmó ser el delfín Luis XVII, quien murió oficialmente en el Torre del Temple.
Según sus seguidores, el príncipe Carlos es nieto del rey Luis XVI y de la reina María Antonieta de Austria.

## Biografía

### Familia
Carlos-Eduardo de Borbón (Naundorff) nació el 23 de julio de 1821 en Spandau, de Karl-Wilhelm Naundorff (1785-1845) y Juana Einert (1803-1888).
Sin alianza ni posteridad, su sucesión vuelve a su muerte a su hermano Luis-Carlos de Borbón (Carlos XI) (1831-1899).

### Vida
Fue alumno de la Real Escuela de Cadetes de Dresde (Sajonia). A la muerte de su padre Karl-Wilhelm Naundorff (Luis XVII) en 1845, tomó el nombre de Carlos X.
El 7 de enero de 1846, el rey Guillermo II de los Países Bajos lo nombró director del taller de pirotecnia militar de Delft. Asumirá esta función hasta 1847.

## Sucesión
| Predecesor: Luis XVII | Pretendiente al trono de Francia 1845 - 1866 | Sucesor: Carlos XI |